# 메리맨 콜버트 해리스

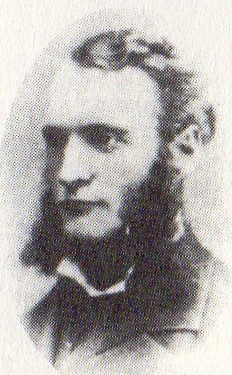

메리맨 콜버트 해리스(Merriman Colbert Harris, 1846년 7월 9일 ~ 1921년 5월 8일)는 미국 감리교 출신의 개신교 선교사로 일본에서 활동하다가 한일 양국의 선교감독으로 임명받은 후 한국과 일본에서 활동하였다. 일본 편향적인 자세로 인해 한국에서는 친일파로 분류되는 인물이다.

## 생애

### 출생과 가족
메리먼은 1846년 7월 9일 오하이오주 빌스빌에서 콜버트와 캐서린 엘리자베스 해리스의 아들로 태어났다. 메리먼은 1873년 10월 23일 펜실베이니아주 미드빌에서 플로라 베스트(Flora L. Best)와 결혼했다. 슬하에 플로라와 엘리자베스라는 두 딸을 두었다.

### 군복무와 학업
메리먼은 미국 남북전쟁 (1863–65)에서 제12오하이오 기병대로 3년간 복무하였다. 전쟁이 끝난 후, 그는 오하이오에 있는 워싱턴 아카데미와 할렘 스프링스 신학교에 다녔다. 그 후 그는 사이오 칼리지에 다녔고, 앨러게니 칼리지에서 학사학위 (1873)와 석사학위 (1877)를 받았다

### 선교 사역
미국 감리교 소속 일본 선교사로 1873년 파견되어 홋카이도 북섬의 하코다테에 교회를 세웠다. 우치무라 간조, 니토베 이나조 등을 전도하였다. 1892년에 일본을 떠나 미국 태평양 연안과 하와이에 일본인 이민자가 많은 지역에 선교회를 만들었다. 1890년에 하와이 제도를 포함한 모든 태평양 연안 감리교 일본 선교회의 총책임자로 일했다. 1904년 미감리회 총회에서 한국과 일본 선교의 총감독으로 선출되었다. 이듬해에 처음으로 내한하였고, 1916년 은퇴하기까지 일본과 한국을 오가며 활동했다.

### 사망
그의 부인 플로라 해리스는 하코다테에 아이조시 여성 아카데미를 설립하는 데 공헌했으며 번역 작업과 30개가 넘는 찬송가를 작곡했다. 1919년, 그의 첫 부인 플로라가 사망한 지 10년 후, 그는 고인이 된 부인의 1촌 조카 엘리자베스 베스트와 재혼하여 그의 일본인 개종자들이 그에게 준 집에서 아오야마 학원 구내에서 살았다. 1921년 5월 8일, 그는 도쿄 아오야마에서 사망했고 그의 묘소는 아오야마 묘지에 있다.

## 비판
일본의 한반도 식민지배는 한국에게 많은 도움이 된다는 식의 망언을 일삼으며 일본 편향을 드러내었고 이로 인해 한국에서는 친일파로 분류된다.